# Miguel Miramón

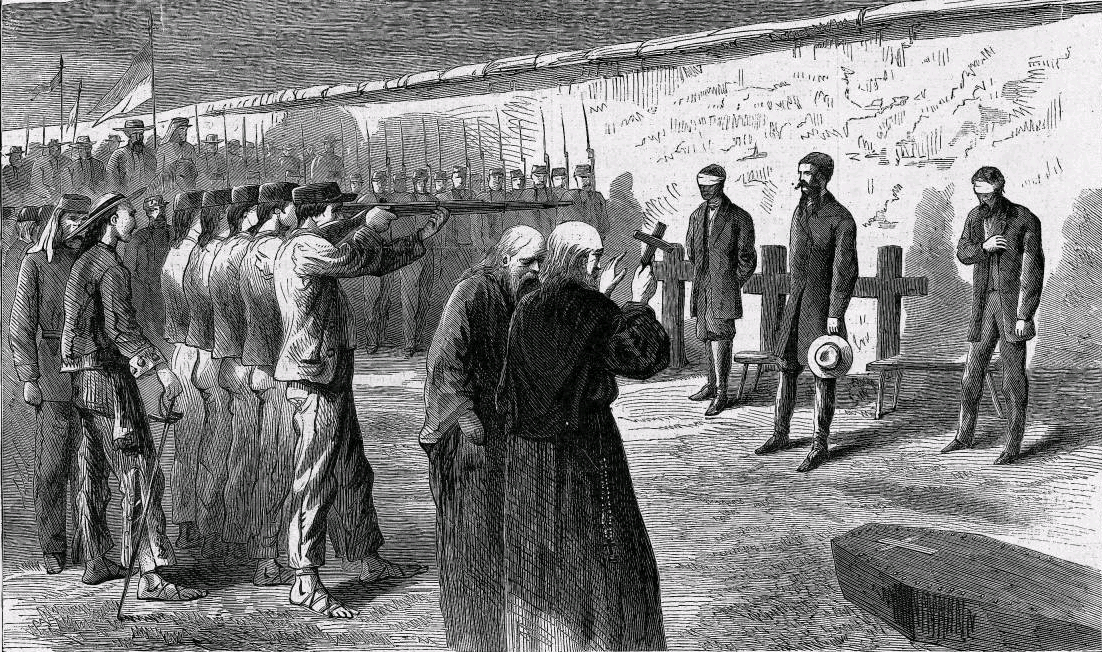
executie van Miramón, Maximiliaan en Mejía

Miguel Gregorio de la Luz Atenógenes Miramón y Tarelo (Mexico, 29 september 1832 - Querétaro, 19 juni 1867) was een conservatief Mexicaans politicus en militair. Hij was president van Mexico van 1859 tot 1860.
Miramón was van Franse afkomst. Hij vocht tijdens de Amerikaans-Mexicaanse Oorlog onder andere bij Molino del Rey en Chapultepec. Tijdens de Hervormingsoorlog was hij generaal in het conservatieve leger. Hij gebruikte regelmatig guerrillatactieken. Hij is meerdere keren gewond geraakt en gevangengenomen, maar wist telkens te ontsnappen. In 1859 werd hij president. Hij wist aanvankelijk de liberalen een aantal grote nederlagen toe te brengen, waaronder de slag bij Estancia de las Vacas, maar uiteindelijk verloren de conservatieven de oorlog. Miramón trad af en vluchtte naar Europa.
Hij keerde in 1863 terug naar Mexico, dat inmiddels een keizerrijk was geworden en diende onder keizer Maximiliaan. Miramón streed tegen de liberale tegenstanders van het keizerrijk en bleef Maximiliaan tot het laatste moment trouw. Hij was aanvoerder van de keizerlijke troepen tijdens het beleg van Querétaro. Maximiliaan en Miramón werden tegelijk gevangengenomen. Toen Maximiliaan, Miramón en Tomás Mejía voor het vuurpeloton gebracht werden, bood Maximiliaan Miramón de eervolle middelste plaats aan.
- Biblioteca Nacional de España: XX1322209
- Bibliothèque nationale de France: cb177590147 (data)
- Gemeinsame Normdatei: 132749793
- International Standard Name Identifier: 0000 0000 2752 6759
- Library of Congress Control Number: n81119273
- Nederlandse Thesaurus van Auteursnamen: 337875294
- SNAC: w65t3s09
- Système universitaire de documentation: 227787021
- Virtual International Authority File: 67635928
- WorldCat: E39PBJdMb4qVMvtvh4BxqJRHYP